# 杉原定利
杉原 定利（すぎはら さだとし、? - 文禄2年2月6日（1593年3月8日））は、戦国時代の武将。通称、助左衛門。別名は木下定利、道松。

## 人物
妻は杉原家利の娘のこひ（朝日殿）で、婿として杉原家に入った。子女は嫡男の木下家定、三折全友の正室長慶院（くま）、豊臣秀吉の正室高台院（ねね・寧々・お禰）、浅野長政の正室長生院（やや）、男子1人らがいる。
当初は織田信長に仕え、後に秀吉に仕えた。